# Orconectes bisectus
Orconectes bisectus là một loài tôm sông trong họ Cambaridae.